# Puków (przystanek kolejowy)
Puków (ukr. Пуків, ros. Пуков) – przystanek kolejowy w pobliżu miejscowości Puków, w rejonie iwanofrankiwskim, w obwodzie iwanofrankiwskim, na Ukrainie. Położony jest na linii Tarnopol – Stryj.
Przed II wojną światową stacja kolejowa. W późniejszym okresie dodatkowe tory zostały zdemontowane, a stacja zdegradowana do roli przystanku